# Seznam dílů seriálu Královská dvojčata
Toto je seznam dílů seriálu Královská dvojčata. Americký komediální seriál z produkce Disney XD Královská dvojčata měl v USA premiéru 10. září 2010 na Disney Channel a 22. září 2010 na Disney XD a poslední díl byl odvysílán 18. února 2013. V České republice měl seriál premiéru 31. března 2012.

## Přehled řad
| Řada | Díly | Premiéra v USA                         | Premiéra v USA | Premiéra v ČR   | Premiéra v ČR   |
| Řada | Díly | První díl                              | Poslední díl   | První díl       | Poslední díl    |
| ---- | ---- | -------------------------------------- | -------------- | --------------- | --------------- |
| 1    | 21   | 10. září 2010 (DC) 22. září 2010 (DXD) | 2. května 2011 | 31. března 2012 | 3. března 2013  |
| 2    | 26   | 13. června 2011                        | 16. dubna 2012 | 18. května 2013 | 14. června 2015 |
| 3    | 22   | 18. června 2012                        | 18. února 2013 | 1. září 2015    | 1. října 2016   |

## Seznam dílů

### První řada (2010–2011)
| Č. v seriálu | Č. v řadě | Název                             | Český název                  | Režie                  | Scénář                                              | Premiéra v USA                              | Premiéra v ČR     | Prod. kód |
| ------------ | --------- | --------------------------------- | ---------------------------- | ---------------------- | --------------------------------------------------- | ------------------------------------------- | ----------------- | --------- |
| 1-2          | 1-2       | Return of the Kings               | Návrat králů                 | Linda Mendoza          | Dan Cross a David Hoge                              | 10. září 2010 (DC) 22. září 2010 (DXD)      | 31. března 2012   | 101-102   |
| 3            | 3         | Beach Bully Bingo                 | Porážka pánů pláže           | David Kendall          | Matt Wickline                                       | 22. září 2010                               | 1. dubna 2012     | 105       |
| 4            | 4         | A Mermaid's Tail                  | Mořské panny                 | Andy Cadiff            | Donald Beck                                         | 29. září 2010                               | 7. dubna 2012     | 104       |
| 5            | 5         | Where the Wild Kings Are          | Domácí zvířátko              | Victor Gonzalez        | Kenny Smith                                         | 6. října 2010                               | 21. dubna 2012    | 107       |
| 6            | 6         | Big Kings on Campus               | Králové jdou do školy        | Leonard R. Garner, Ml. | Dave Polsky                                         | 13. října 2010                              | 5. května 2012    | 108       |
| 7            | 7         | The Brady Hunch                   | Neblahé tušení               | Victor Gonzalez        | Sean Cunningham, Marc Dworkin                       | 20. října 2010                              | 26. května 2012   | 110       |
| 8            | 8         | Junga Ball                        | Nebezpečná hra               | Victor Gonzalez        | Matt Wickline                                       | 27. října 2010                              | 2. června 2012    | 111       |
| 9            | 9         | Revenge of the Mummy              | Pomsta Mumie                 | Adam Weissman          | Dan Cross a David Hoge                              | 8. listopadu 2010                           | 9. června 2012    | 113       |
| 10           | 10        | Oh Brother, Where Arr Thou?       | Bratříčku, kde jsi?          | Andy Cadiff            | Sean Cunningham a Marc Dworkin                      | 15. listopadu 2010                          | 1. července 2012  | 103       |
| 11           | 11        | No Kings Allowed                  | Králům vstup zakázán         | Joel Zwick             | námět: Matt Wickline scénář: Dan Cross a David Hoge | 22. listopadu 2010                          | 14. července 2012 | 115       |
| 12           | 12        | Pair of Jokers                    | Vtipálkové                   | Adam Weissman          | Donald Beck                                         | 29. listopadu 2010                          | 21. července 2012 | 112       |
| 13           | 13        | Pair of Prom Kings                | Králové na plese             | Eric Dean Seaton       | Sean Cunningham a Marc Dworkin                      | 17. prosince 2010 (DC) 9. května 2011 (DXD) | 3. března 2013    | 120       |
| 14           | 14        | Tone Deaf Jam                     | Hudební hluch                | Linda Mendoza          | Donald Beck                                         | 17. prosince 2010 (DC) 11. dubna 2011 (DXD) | 16. června 2012   | 109       |
| 15           | 15        | The Bite Stuff                    | Štípanec                     | Victor Gonzalez        | Dan Cross a David Hoge                              | 17. ledna 2011                              | 2. června 2012    | 106       |
| 16           | 16        | Brady Battles Boo-Mer             | Krotitelé duchů              | Linda Mendoza          | Sean Cunningham a Marc Dworkin                      | 24. ledna 2011                              | 12. září 2012     | 114       |
| 17           | 17        | The King and Eyes                 | Královské námluvy            | Leonard R. Garner, Ml. | Sean Cunningham a Marc Dworkin                      | 31. ledna 2011                              | 9. září 2012      | 117       |
| 18           | 18        | The Kings Beneath My Wings        | Ptačí hnízdo                 | Robbie Countryman      | Chris Atwood                                        | 7. února 2011                               | 4. listopadu 2012 | 118       |
| 19           | 19        | Fight School                      | Bojová škola                 | Linda Mendoza          | Eric Lev                                            | 18. dubna 2011                              | 22. prosince 2012 | 116       |
| 20           | 20        | The Trouble With Doubles          | Klony útočí                  | Eric Dean Seaton       | Lisa Muse Bryant                                    | 25. dubna 2011                              | 6. ledna 2013     | 119       |
| 21           | 21        | Journey to the Center of Mt. Spew | Cesta do hlubin hory Chrchel | Victor Gonzalez        | Dan Cross a David Hoge                              | 2. května 2011                              | 2. března 2013    | 121       |

### Druhá řada (2011–2012)
| Č. v seriálu | Č. v řadě | Název                              | Český název                      | Režie             | Scénář                                                | Premiéra v USA     | Premiéra v ČR      | Prod. kód |
| ------------ | --------- | ---------------------------------- | -------------------------------- | ----------------- | ----------------------------------------------------- | ------------------ | ------------------ | --------- |
| 22           | 1         | Kings of Legend (Part 1)           | Legendární králové (Část 1)      | Eric Dean Seaton  | David Hoge a Dan Cross                                | 13. června 2011    | 18. května 2013    | 201       |
| 23           | 2         | Kings of Legend (Part 2)           | Legendární králové (Část 2)      | Eric Dean Seaton  | David Hoge a Dan Cross                                | 20. června 2011    | 18. května 2013    | 202       |
| 24           | 3         | Good King Hunting                  | Hon na krále                     | Linda Mendoza     | David Hoge a Dan Cross                                | 27. června 2011    | 25. května 2013    | 203       |
| 25           | 4         | Dinner for Squonks                 | Večeře u Squonků                 | Linda Mendoza     | Sean Cunningham a Marc Dworkin                        | 11. července 2011  | 8. června 2013     | 204       |
| 26           | 5         | Kings of Thieves                   | Král zlodějů                     | Robbie Countryman | Sean Cunningham a Marc Dworkin                        | 18. července 2011  | 15. června 2013    | 205       |
| 27           | 6         | An Ice Girl for Boomer             | Boomer a Ledová dívka            | Eric Dean Seaton  | Lance Crouther                                        | 25. července 2011  | 22. června 2013    | 206       |
| 28           | 7         | Pair of Geniuses                   | Páreček géniů                    | Adam Weissman     | Lisa Muse Bryant                                      | 1. srpna 2011      | 27. července 2013  | 207       |
| 29           | 8         | How I Met Your Brother             | Jak jsem poznal tvého bratra     | Joel Zwick        | Donald Beck                                           | 8. srpna 2011      | 10. srpna 2013     | 210       |
| 30           | 9         | The One About Mikayla's Friends    | Mikejla a její kamarádi          | Leonard R. Garner | Lisa Muse Bryant                                      | 22. srpna 2011     | 11. září 2013      | 216       |
| 31           | 10        | Do Over                            | Počátek                          | David Kendall     | Chris Atwood                                          | 26. září 2011      | 14. září 2013      | 212       |
| 32           | 11        | Big Mama Waka                      | Velká Mama Waka                  | Adam Weissman     | Matt Wickline                                         | 3. října 2011      | 2. března 2014     | 208       |
| 33           | 12        | Sleepless in the Castle            | Hradní nespavost                 | Victor Gonzalez   | Sean Cunningham a Marc Dworkin                        | 17. října 2011     | 24. listopadu 2013 | 215       |
| 34           | 13        | Pair of Clubs                      | Válka klubů                      | Adam Weissman     | Sean Cunningham a Marc Dworkin                        | 24. října 2011     | 9. března 2014     | 209       |
| 35           | 14        | The Cheat Life of Brady and Boomer | Podvodný život Bradyho a Boomera | Leonard R. Garner | David Hoge a Dan Cross                                | 21. listopadu 2011 | 13. října 2013     | 217       |
| 36           | 15        | The Ex Factor                      | Ex Faktor                        | Robbie Countryman | Sean Cunningham a Marc Dworkin                        | 28. listopadu 2011 | 17. listopadu 2013 | 218       |
| 37           | 16        | Pair of Santas                     | Dva santové                      | Linda Mendoza     | námět: Matt Wickline scénář: David Hoge a Dan Cross   | 5. prosince 2011   | 11. května 2014    | 220       |
| 38           | 17        | No Rhyme or Treason                | Zrádná poezie                    | Larry McLean      | Donald Beck                                           | 23. ledna 2012     | 23. března 2014    | 222       |
| 39           | 18        | Mr. Boogey Shoes                   | Mr. Strašák                      | Adam Weissman     | John D. Beck a Ron Hart                               | 30. ledna 2012     | 30. března 2014    | 226       |
| 40           | 19        | The Young and the Restless         | Mladí a neklidní                 | Linda Mendoza     | Dave Polsky                                           | 6. února 2012      | 6. dubna 2014      | 219       |
| 41           | 20        | Let the Clips Show                 | Soud                             | David Kendall     | Eric Lev                                              | 13. února 2012     | 18. října 2014     | 213       |
| 42           | 21        | Crouching Brady a Hidden Boomer    | Dívčí válka                      | David Kendall     | Matt Wickline                                         | 19. března 2012    | 16. března 2014    | 211       |
| 43           | 22        | Beach Party Maggot Massacre        | Plážová párty červí masakr       | Sean Mulcahy      | Lisa Muse Bryant                                      | 26. března 2012    | 12. dubna 2014     | 221       |
| 44           | 23        | Make Dirt, Not War                 | Špína i hory přenáší             | Victor Gonzalez   | Lisa Muse Bryant                                      | 2. dubna 2012      | 27. dubna 2014     | 223       |
| 45           | 24        | Cooks Can Be Deceiving             | Guláš pro obra                   | Victor Gonzalez   | Donald Beck                                           | 9. dubna 2012      | 4. května 2014     | 214       |
| 46-47        | 25-26     | The Evil King                      | Ďábelský král                    | Linda Mendoza     | Sean Cunningham a Marc Dworkin David Hoge a Dan Cross | 16. dubna 2012     | 14. června 2015    | 224-225   |

### Třetí řada (2012–2013)
Herec Adam Hicks ve třetí řadě nahradil herce Mitchela Mussoa.
| Č. v seriálu | Č. v řadě | Název                                              | Český název                         | Režie             | Scénář                         | Premiéra v USA     | Premiéra v ČR    | Prod. kód |
| ------------ | --------- | -------------------------------------------------- | ----------------------------------- | ----------------- | ------------------------------ | ------------------ | ---------------- | --------- |
| 48           | 1         | The New King: Destiny's Child (Part 1)             | Nový král - Osudové setkání         | David Kendall     | Dan Cross a David Hoge         | 18. června 2012    | 1. září 2015     | 301       |
| 49           | 2         | The New King: The Bro-fessor and Mary Ann (Part 2) | Nový král - Bratrokazani a Mary Ann | David Kendall     | Dan Cross a David Hoge         | 25. června 2012    | 2. září 2015     | 302       |
| 50           | 3         | Two Kings and a Devil Baby                         | Králové a ďábelské dítě             | Linda Mendoza     | Matt Wickline                  | 2. července 2012   | 3. září 2015     | 303       |
| 51           | 4         | Fatal Distraction                                  | Soutěž strážců                      | David Kendall     | Sean Cunningham a Marc Dworkin | 9. července 2012   | 4. září 2015     | 304       |
| 52           | 5         | Wet Hot Kinkowan Summer                            | Jak přežít Kinkownské léto          | Adam Weissman     | Lisa Muse Bryant               | 16. července 2012  | 8. září 2015     | 306       |
| 53           | 6         | O Lanada                                           | Ostrov krále Lenyho                 | Sean Mulcahy      | Sean Cunningham a Marc Dworkin | 23. července 2012  | 7. září 2015     | 305       |
| 54           | 7         | Heart and Troll                                    | Bolavé srdce a kouzelný troll       | Adam Weissman     | Donald Beck                    | 30. července 2012  | 9. září 2015     | 307       |
| 55           | 8         | I Know What You Did Last Sunday                    | Tajemství minulé neděle             | Rich Correll      | Donald Beck                    | 10. září 2012      | 10. září 2015    | 308       |
| 56           | 9         | Lord of the Fries                                  | Náramek přátelství                  | Leonard R. Garner | Lisa Muse Bryant               | 17. září 2012      | 17. září 2015    | 314       |
| 57           | 10        | Dancing With the Scars                             | Taneční horečka                     | Robbie Countryman | Pat Bullard                    | 24. září 2012      | 16. září 2015    | 312       |
| 58           | 11        | I'm Gonna Git You, Sponge Sucka                    | Dostanu tě, morská příšero          | Leonard R. Garner | Dan Cross a David Hoge         | 1. října 2012      | 14. září 2015    | 310       |
| 59           | 12        | Bond of Brothers                                   | Narozeninové pouto                  | Ken Ceizler       | Lisa Muse Bryant               | 8. října 2012      | 15. září 2015    | 311       |
| 60           | 13        | King vs. Wild                                      | Králove vs přiroda                  | Leonard R. Garner | Bob Keyes a Doug Keyes         | 15. října 2012     | 3. září 2016     | 316       |
| 61           | 14        | An Inconvenient Tooth                              | Vnitřní hlas                        | Victor Gonzalez   | Chase Heinrich                 | 22. října 2012     | 18. září 2015    | 315       |
| 62           | 15        | The Oogli Stick                                    | Pádlo krásy                         | Rich Correll      | Wesley Johnson a Scott Taylor  | 29. října 2012     | 11. září 2015    | 309       |
| 63           | 16        | Thumb & Thumber                                    | Sázky a Palce                       | Larry McLean      | Sean Cunningham a Marc Dworkin | 5. listopadu 2012  | 10. září 2016    | 317       |
| 64           | 17        | Loathe Potion No. 9                                | Nepřátelský lektvar                 | Linda Mendoza     | Lisa Muse Bryant               | 26. listopadu 2012 | 17. září 2016    | 319       |
| 65           | 18        | Yeti, Set, Snow                                    | Yetiové, stavba a sníh              | Robbie Countryman | Sean Cunningham a Marc Dworkin | 3. prosince 2012   | 7. prosince 2015 | 313       |
| 66           | 19        | Mysteries of Kinkow                                | Tajemství Kinkowa                   | Sean Mulcahy      | Matt Wickline                  | 4. února 2013      | 30. října 2015   | 318       |
| 67           | 20        | Meet the Parents                                   | Setkání s rodiči                    | Eric Dean Seaton  | Donald Beck                    | 11. února 2013     | 24. září 2016    | 322       |
| 68-69        | 21-22     | Long Live The Kings                                | Dlouhý život Králů: Boj s temnotou  | David Kendall     | Dan Cross a David Hoge         | 18. února 2013     | 1. října 2016    | 320-321   |